# Gréta Salóme Stefánsdóttir
Greta Salóme Stefánsdóttir (Mosfellsbær, Islândia, 11 de Novembro de 1986) é uma cantora Islandesa que representou a Islândia no Festival Eurovisão da Canção 2012 em Baku, Azerbaijão em dueto com o cantor Jónsi.

## Biografia
Gréta Salóme Stefánsdóttir, mais conhecida como Gréta Salóme, nasceu em 1986, na cidade islandesa de Mosfellsbær, no oeste da ilha. Iniciou os seus estudos musicais em 1991, na União Suzuki, sob a tutoria de Mary Campbell e, posteriormente, com Casio Sigurjónsdóttir.
O seu instrumento de eleição foi sempre o violino, que começou a tocar com apenas 10 anos de idade. Com o intuito de aperfeiçoar a sua técnica, em 2004 inscreveu-se na Academia Musical Islandesa, onde ainda continua a estudar música e violino, sob a alçada de Kroumouvitch-Gómez.
Em 2005 inscreveu-se na Faculdade de Musicologia Tónvinnsluskóla Thorvaldur Bjarni, tendo completado o seu bacharelato em 2009. Desde essa data que integra a Orquestra Sinfônica da Islândia, trabalhando também em projetos independentes.
Um desses projetos independentes juntou-a a Jónsi, levando-os a representar a Islândia no Festival Eurovisão da Canção em 2012.

## Discografia

### Álbuns
- 2012: "In The Silence"

### Singles
- 2011: "Vor"
- 2012: "Aldrei Sleppir Mér"
- 2012: "Never Forget"
- 2012: "Everywhere around me"